# Adolf von Friesendorff
Adolf Ludvig von Friesendorff, född 24 december 1746 i Stockholm, död där 1 mars 1810, var en svensk friherre och militär.
Adolf Ludvig von Friesendorff var son till riksrådet Fredrik von Friesendorff och Catharina Elisabet Stierndahl. Han blev student vid Uppsala universitet 1760, volontär vid Västmanlands regemente 1762, fältväbel där 1763, livdrabant samma år och löjtnant i armén 1767. von Friesendorff transporterades till Upplands regemente 1772, blev stabskapten där 1775, kapten med kompani 1776, premiärmajor 1777 och överstelöjtnant vid Jönköpings regemente 1790. Han var 1790–1797 överste och chef för Jönköpings regemente, 1797–1802 sekundchef för Svea livgarde, 1802–1804 chef för Kalmar regemente och 1804–1810 chef för Västmanlands regemente. von Friesendorff blev 1799 generalmajor och 1809 generallöjtnant. Han blev 1789 riddare, 1797 kommendör och 1800 kommendör med stort kors av Svärdsorden.